# 西大滝ダム

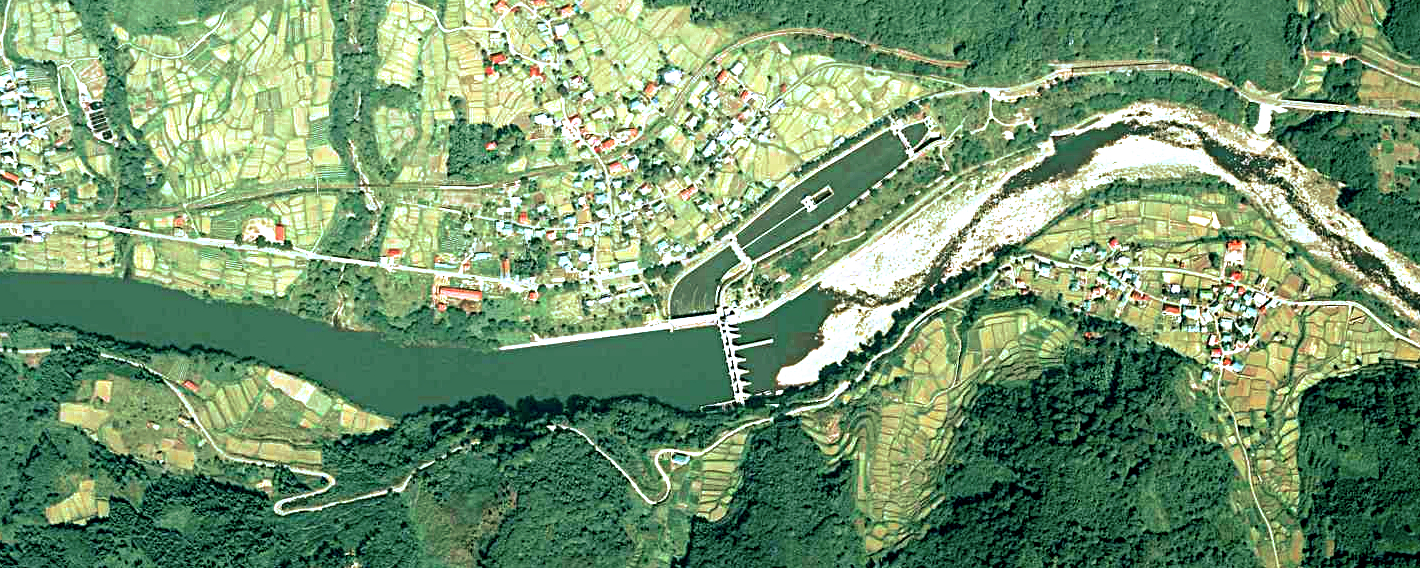
西大滝ダム付近の航空写真、1977年9月。

西大滝ダム（にしおおたきダム）は、長野県飯山市と下高井郡野沢温泉村との境、信濃川水系千曲川（長野県内における信濃川の呼称）に建設されたダム。高さ14.2メートルの重力式コンクリートダム（堰）で、東京電力リニューアブルパワーの発電用ダムである。同社の水力発電所・信濃川発電所に送水し、最大17万7,000キロワットの電力を発生する。

## 歴史
水量の豊富な信濃川水系には大正時代より多くの水力発電所が建設されていた。1918年（大正7年）10月、信濃川の水利権を長野・新潟両県から許可され戦前の大電力会社である東京電燈と鈴木商店の共同出資により設立された信越電力株式会社は、まず支流の中津川で中津川第一・第二・第三発電所を完成させ、その間にも信濃川本川の開発に向け着々と準備を進めていた。しかし昭和に入り恐慌による電力需要の減少から経営不振となった同社は、東京電燈に吸収されてしまう。
転機となったのは1931年（昭和6年）の満州事変であった。事業を引き継いだ東京電燈は、軍需産業を主とする経済の立ち上がりによって電力需要が増加すると予想。1936年（昭和11年）、工費7,800万円をもって発電所建設工事に着手し、1939年（昭和14年）11月24日に第一期建設工事を完了。11月29日に通電式が行われ、計画された5台の水車発電機のうち1～3号機の3台9万2,000キロワットが稼動を開始し、同社の予想通り電力不足に陥っていた首都圏に向けて送電が開始された。1940年（昭和15年）11月には残る2台の発電機が完成している。これにより出力は16万5,000キロワットとなり、鴨緑江水豊発電所（水豊ダム）が完成するまでは東洋一の出力を誇った。
信濃川発電所の完成を控えた1938年（昭和13年）、その下流部において旧鉄道省（後の国鉄、現在のJR東日本）により首都圏鉄道網への送電を目的に千手（せんじゅ）発電所および宮中取水ダムが完成している。
その後の戦時体制の進展に伴い配電統制令が発布され、信濃川発電所および西大滝ダムはいずれも日本発送電の所有となった。戦後、日本発送電の解散・再編成に伴い1951年（昭和26年）に全国9電力会社が誕生。発電所の管理は東京電力に移管された。水車発電機の老朽化に伴い、東京電力は1996年（平成8年）8月から2001年（平成13年）7月にかけて改修工事を実施。撤去された旧2号水車発電機は貴重な資料として実物が電気の史料館に展示保存されている。
2014年（平成26年）には、日本の水力発電所で初めて累計発電電力量900億ｋＷｈを突破した。2022年（令和4年）10月には、累計発電量1000億ｋＷｈを達成した。

## 河川環境の改善
宮中取水ダムや西大滝ダムが完成する以前の信濃川は、水産資源が豊富でサケの漁獲量は1万8千～4万尾が記録として残っている。しかしダム建設によってサケの遡上（そじょう）が困難となった 。流域の漁民との間では補償交渉が持たれ、最終的に補償額が43万円（当時）支払われダムに魚道が設置された。とは言え、補償交渉が妥結したのはダム完成から2年が経過した1941年（昭和16年）であり、また魚道におけるサケの密漁もあって遡上数は減少。サケ漁は一挙に衰退し1940年(昭和15年)には終焉を迎えた。

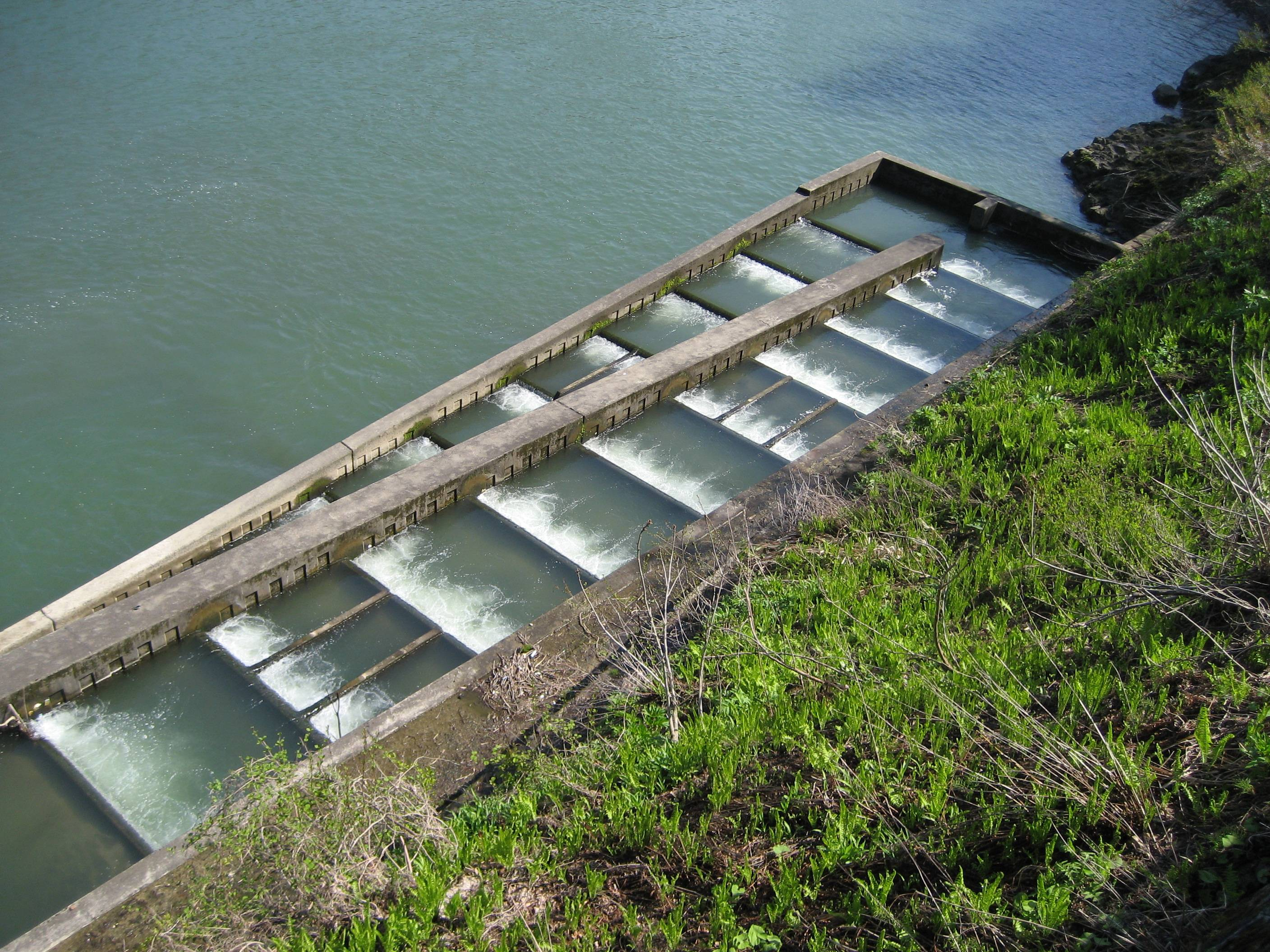
西大滝ダムの魚道

戦後もこの状況は変わらず、河川の流水が発電用水として多く使用されていることでダム下流の流量は減少。西大滝ダムから魚野川合流点まで流路延長にして63.5キロメートルの区間が極端な減水区間となり、魚類の生育はもとより藻類の異常繁茂によって悪臭を放つなど河川環境が著しく悪化した。これは信濃川に限らず大井川などダムを多く抱える河川において見られた問題であり、流域自治体は発電用水利権更新時に取水量を抑制し河川の水量回復を電力会社に要請していた。しかし取水量の減少は発電量の減少を意味し、売上高の減少に結びつくものとして電力会社は容易に受け入れなかった。
長野県は1980年（昭和55年）、「千曲川サケ遡上作戦」(「カムバックサーモン」キャンペーン)を開始。千曲川にサケ遡上を復活させるために21年間で1億6,000万円かけて稚魚 899万匹の放流など注力した。これにより1998年（平成10年）には西大滝ダムで2尾、21年間の累計48尾のサケが確認されるも根本的な解決とは言えず、この間にも1997年（平成9年）に河川法が改正され、「河川環境の維持」が重要な方針の一つに挙げられた事から信濃川においても本格的な河川環境の回復が図られるようになった。2001年（平成13年）7月20日、国土交通省北陸地方整備局・信濃川工事事務所を事務局として流域市町村等で組成される「信濃川中流域水環境改善検討協議会」は、断流、減水区間の根本的解消を図るため、東京電力・JR東日本の協力を得て西大滝ダム・宮中取水ダムからの河川維持放流を開始した。放流量は開始前に比べ西大滝ダムで30倍の放流量であった。この河川維持放流は減水期である夏季から秋季にかけて毎年行われ、現在西大滝ダムでは放流開始前に比べ75倍の放流を継続的に実施している。
この結果サケの遡上数は次第に増加し、2005年（平成17年）には長岡市にある妙見堰において1日あたり694尾ものサケの遡上を確認（国土交通省調べ）。1982年（昭和57年）に遡上数の調査を始めて以来最高を記録した。宮中取水ダムでも数十尾のサケ遡上が1日当りで確認されており、西大滝ダムでも遡上数が増加している。これは河川管理者・流域自治体・電気事業者が協力して河川環境改善に努めたことによる成果である。

## 周辺

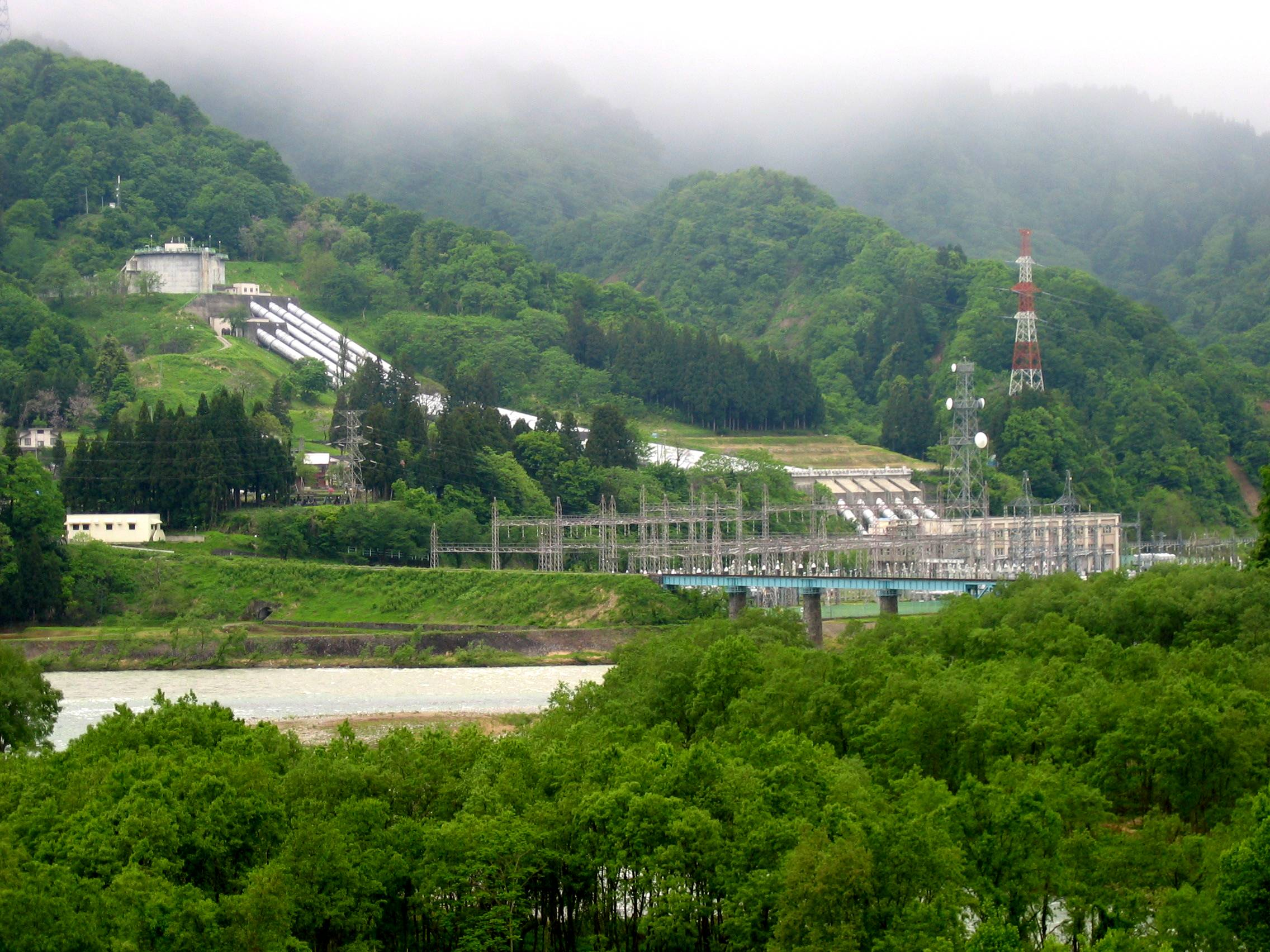
東京電力 信濃川発電所

西大滝ダムは信濃川と並行して敷設されたJR飯山線・西大滝駅を下車、徒歩5分という至近にある。建設にあたっては、この鉄道路線（当時飯山鉄道）を資材輸送の主力として用いたことで工事は順調に進み、工費も比較的安価に抑えることができたという。右岸には国道117号が走り、上信越自動車道・豊田飯山インターチェンジから車で30分間程度である。
ダム左岸には東京電力が設けた公園「さくら広場」がある。樹齢60年の桜（ソメイヨシノ）140本余りが植樹されており、毎年4月下旬から5月上旬にかけて鮮やかに咲き乱れる。長野県内有数の桜の名所で、ゴールデンウィーク期間が見ごろを迎えるとあって多くの花見客が訪れる。湖畔の桜のほか、東大滝橋から望む風景も見事だと言われている。